# 夏のグランドホテル
『夏のグランドホテル』（なつのグランドホテル）は、光文社より発刊されている、井上雅彦が監修する書き下ろし小説アンソロジー「異形コレクション」シリーズの中の一冊である。
モザイク・ノベルと井上が語るこの作品は、かつての名作映画「グランドホテル」のように、その場所に集まった様々な人々の行動を描いた、「グランドホテル方式」を用いた「饗作」である。
同シリーズで過去に廣済堂より刊行された「グランドホテル」の続編とも呼べる作品で、前作の聖ヴァレンタイン・ディの夜に起こる様々な出来事に対して、本作は夏の一夜限り、このホテル周辺だけで見られる流星群の夜・「星降りの夜」に起こる奇跡を描いている。

## 主な登場人物

### ホテル・スタッフ
《紳士》＆《淑女》（井上雅彦「モザイク」など）
《紳士》はスリの天才で、淑女はホテル探偵。支配人の命を受け、「モザイク」のパーツとなる記念品を集めていた。
- 《紳士》の軌跡―「チャプスイ」の美食家の根付を失敬しようとして失敗。澤野のオパールの指輪も狙っていた。
- 《淑女》の軌跡―バーテンダーの吸血鬼が客を襲うところに飛び込み、彼の牙を折る事で助けた。美希風にライバル意識を燃やしたのはご愛嬌。

支配人（井上雅彦「モザイク」など）
「お客様は、いつも正しい」というモットーを持つ、紳士的な男性。咄嗟の機転もきく、有能な人物。
山北幸治（町井登志夫「人魚伝説」）
ホテルの嘱託医。人魚伝説にかかわるうちに、とんでもない目にあってしまう。
海虎樓のオーナー（南條竹則「チャプスイ」）
中華レストラン・『海虎樓』の新任オーナー。とある美食家に頼まれ、『李鴻章雜碎』を作る為に奮闘する。
幸田（森奈津子「過去の女」）
【オールド・ニック】のマスター。血液型占いからUFOまで、かなりのオカルト的知識を持っていながらそれをほとんど信じていない現実的な人。かつて、恋人を妊娠させた揚句に捨てたことがあり…その時、『生まれてくるはずだった』子供が彼を訪ねてホテルへとやってくる。
青年（速瀬れい「流星雨」）
【オールド・ニック】に勤めているバーテンダーの見習い。正体は吸血鬼で、今年で齢90歳だというのに（恐らく）二十歳前後の外見をしている。客として来た"同属"の話を聞くうちに血が恋しくなったようで、『流星雨』に出演後、女性に襲い掛かって《淑女》にパンチを食らい牙を折られた。
石延律子 & 大河内由美（牧野修「めいどの仕事」）
ホテルのメイド & 交換台(オペレーター)のコンビ。次々とホテルに襲来するモンスターの対処を仕事としている。
清水（牧野修「めいどの仕事」）
当日のナイトマネージャー。弱気な男。

### 宿泊客
南 美希風（柄刀一「回転ドア」）
バー【オールド・ニック】で、過去に起きた殺人事件を推理したアマチュア探偵。柄刀の著作、『OZの迷宮』からのゲスト出演。
佐伯（北原尚彦「天蓋寝台」）
イギリス幻想怪奇小説専門の小説家。『男一人で泊まると怪異が起きる』といわれる特別室に泊まり、結果的に怪異を鎮めることになる。前作である《グランドホテル》のリピーターであり、奥田哲也 作、「鳥の囁く夜」で結婚式を挙げていたのがこの人。
澤野（石神茉莉「アイネ・クライネ・ナハトムジーク」）
宝石細工師・彩子の夫。失踪した妻を捜してホテルを訪れる。
釣り人（浅暮三文「お薬師様」）
グランドホテル近郊の渓流へイワナ釣りに来た男。釣りを開始早々、目のつぶれた魚（お薬師様）を釣ってしまい仰天。それをきっかけに時間怪談の世界へ巻き込まれてしまう。
林屋世雀（はやしや・せじゃく）（飯野文彦「お迎え」）
落語界の大看板。三年前に失踪した、親友でありライバルだった先代の烏亭閻馬（うてい・えんば）より落語会の知らせが届き、ホテルへとやってくる。
絹谷光一（飛鳥部勝則「辿り着けないかもしれない」）
ホテルに分かれた恋人を探しに来た男。様々な怪異に遭遇した挙句、エレベーターに墜落して死んでしまう。
青年僧《(恐らく)一休宗純》（朝松健「異の葉狩り」）
当夜、ホテルで開かれていた降霊術に乱入してきた謎の坊さん。"現代"を舞台とした【夏のグランドホテル】に、室町時代の一休を出現させた手腕は読者を驚かせた。
横田昭光（矢崎存美「柔らかな奇跡」）
恋人の香奈恵と一緒に《グランドホテル》を訪れた男。ぶたぶたと出会い運命が変わった。本作の派生作品である『ぶたぶたのいる場所』でその後が描かれている。
若者四人組（南條竹則「チャプスイ」）
『おひとり様千五百円で本格中華食べ放題』と言うビラに釣られ、海虎楼を訪れた集団。料理を持ちかえりたいというタブーな発言をした挙句、逆切れして料理を台無しにしたおかげでとんでもない事態に陥ってしまう。
トモオ（漢字表記および苗字は不明）（岡本賢一「死神がえし」）
死神をみることで、人の死期を読み取る霊能力者一族の一人。自分の娘に死神の姿を見てしまい、一族に伝わる禁断の呪法『死神がえし』を用いて娘を延命させようとした。
老紳士（速瀬れい「流星雨」）
バー【オールド・ニック】に来ていた老人。正体は吸血鬼で、呪いにかかって半魚人に…。
女（モデルは夢野まりあ）（岬直也「魔夢」）
何故か自分が殺される『悪夢』を続けて見てしまい、ノイローゼとなってしまった女性。カウンセラーに勧められ、転地療養としてグランドホテルを訪れた。
青野白道（倉阪鬼一郎「影踏み遊び」）
俳人。四年前、《グランドホテル》で得たインスピレーションをもとに書き上げた「星祭」で一躍時の人となったが、その直後に妻子を亡くして生きる望みを失っていた。
苅田 研（野尻抱介「局所流星群」）
とある大学の教授で、「惑星形成論」で有名な人物。しかし、最近はオカルトがらみにシフトしており、助手の島岡からは毛嫌いされている。ホテルの流星群を科学的に分析しようと決意し、助手の島岡とともにボートで海に漕ぎ出していくが…。
老人（菊地秀行「開かずの間」）
大企業の社長で経済界のドン的存在。泊まった者が、必ず死ぬといわれる『開かずの間』313号室に泊まりたいが為にホテルそのものを買収した。少年時代にも一度313号室に泊まった事があった。
時雨・ジョン・ウォーカー（加門七海「金ラベル」）
『王立燐寸研究所』のエージェント。毎年、星祭の時期にホテルを訪れ、《流星に託された願い》を材料に極上のマッチを作っている。「時雨」を飛ばすとマッチの発明者と同姓同名となる。

## ホテル内施設

### エントランス・ロビー
広く、清潔感溢れるロビー。描かれてはいないが、前作に登場したコンシェルジュなどの役職も、恐らくあると思われる。

### バー「オールド・ニック」
大きな窓からは海が望め、夜には流星と花火が楽しめるバー。2階には展望向けのバーも存在する。さすがにバーらしく、夜間の話に多く登場する舞台である。
過去に大悪党が超能力（恐らくテレパシー）をもつ女性バーテンダーに刺し殺されるという事件が起きており、そのせいで女性バーテンダーが勤務することは出来なくなっている。（柄刀一「回転ドア」）
お薦めのカクテルは『流晴雨』。吸血鬼がバーテンダー（見習い）を勤めている。（速瀬れい「流星雨」）

### 中華料理「海虎樓」
ここでは、中国から招いたコック自慢の料理が楽しめる。一時期『ヌーベルシノワ』に傾倒して客足が落ちたらしいが、新任オーナーの就任と同時に元に戻り、再び客が戻り始めているようだ。（南條竹則「チャプスイ」）

### フレンチレストラン「ジル・ド・レ」
ピアノの伴奏に併せて、オペラ歌手の唄が聴けるレストラン。そしてこのレストランには、音楽を愛する神がいるという噂がある。（高野史雄「ミューズ」）

### 客室
当然ホテルなのだから、客室も存在する。しかし、その客室に宿泊しているのは、人間だけとは限らない。
313号室は「開かずの間」と呼ばれており、そこに宿泊した客はその部屋で命を落とすと呼ばれている。事実、これまでの客はその部屋で自殺していた。しかし、そこに宿泊するため、グランドホテルを買収した老人がいる。（菊地秀行「あかずの間」）

## ホテル周辺

### 海
一度このホテルに訪れた客は、海や太陽さえもホテルの備品という者もいるらしい。その海辺では、奇跡的な出会いをする者もいるという。（中井紀夫「海辺で出会って」）

### 森
広大な自然が残るホテル周辺の中でも、この森は絶好の釣りスポットである。森の中に流れる川に住むといわれる主を求めて、釣り道具を持った宿泊客がよく森に入っていく。（浅暮三文「お薬師様」）